# Conflicte

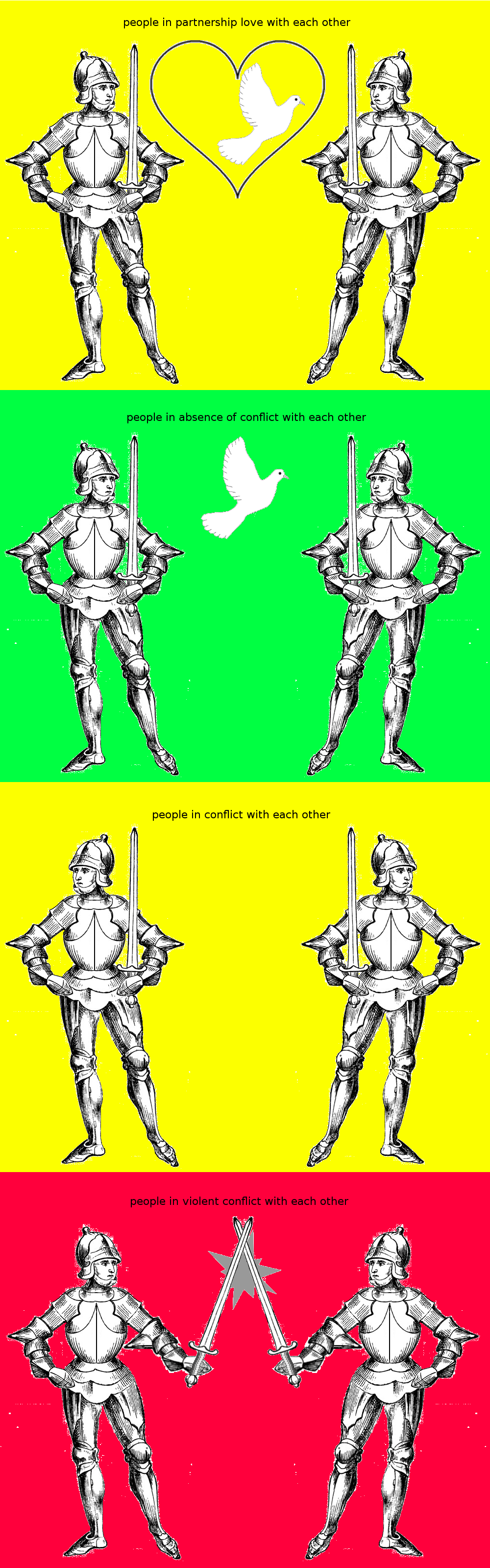
De dalt a baix: dues persones amb una relació amorosa i sense conflicte, dues persones sense conflicte, dues persones amb un conflicte i dues persones en conflicte violent o guerra

Un conflicte és una situació de desacord o no concordança entre dues o més idees, actituds o comportaments, d'una persona (conflicte intern) o de diferents persones o grups. També es pot definir com al conjunt de dues o més situacions hipotètiques que aparentment són incompatibles entre elles.
El conflicte és sovint el punt de partida d'una negociació o d'una nova idea, actitud, comportament o relació. És fonamental a les relacions (personals, socials, amb el medi) i a la creativitat, tant a la tecnologia, enginyeria i disseny com a l'art i la cultura. El conflicte pot ser entre requeriments o característiques que es volen optimitzar, entre forma, estil, metanarrativa o llenguatge i fons, narrativa o missatge, entre diferents cànons, etc. La dramatúrgia o narració d'una història, usada a arts plàstiques, art d'acció, arts escèniques i literatura, de ficció o no-ficció mostra almenys un conflicte. En general, no és violent ni agressiu. De fet, moviments com la no-violència i el pacifisme rebutgen la violència però no neguen els conflictes.
Des de la psicologia, algunes persones opinen que, quan esdevé enfrontament, pot provocar una discussió verbal o en el grau extrem una guerra ("conflicte armat"), mentre que si no aflora provoca inestabilitat psíquica en el subjecte, que necessita recobrar l'ordre o la pau. En una situació conflictiva disfuncional les emocions són altes, el nivell d'estrès és elevat i es poden arribar a produir una sèrie de conseqüències negatives, si no es gestiona bé i no s'utilitza com a font d'aprenentatge.

## Tipus
Segons els agents i els motius, es poden establir diversos tipus de conflicte:
- Conflicte intern: Si es tracta d'un conflicte intern o personal, la discrepància es produeix entre el que vol o creu l'individu i la seva consciència, el seu deure o les expectatives alienes.
- Conflicte relacional: Si el conflicte és relacional, afecta dues persones que mantenen una amistat o una convivència i es focalitza en la contraposició de personalitats o maneres de fer. No té perquè ser problemàtic si es viu amb amabilitat.
- Conflicte social: El conflicte social té a veure amb la no-acomodació d'un individu o grup a les normes acceptades però no un desig de canvi d'estructura social. El conflicte social s'ha mirat des de l'estructura de la societat i el conflicte estructural com un conflicte sustentat en les relacions socials més àmplies.[4]
- Conflicte estructural: El conflicte estructural és multidimensional i la seva denominació és polèmica, ja que inclou processos d'una gran amplitud com la lluita de classes, el canvi social, la violència estructural o la globalització.[4]

## Causes
Els motius del conflicte poden ser ideològics, de sentiments, de creences, autoritaris o d'altres.
Per poder analitzar correctament un conflicte, cal identificar les parts (individus o col·lectius); identificar les causes que són motiu de la relació conflictiva i quins són els interessos contraposats, és a dir, definir un camp de tensions de cadascun dels membres implicats.

## Actuacions davant un conflicte

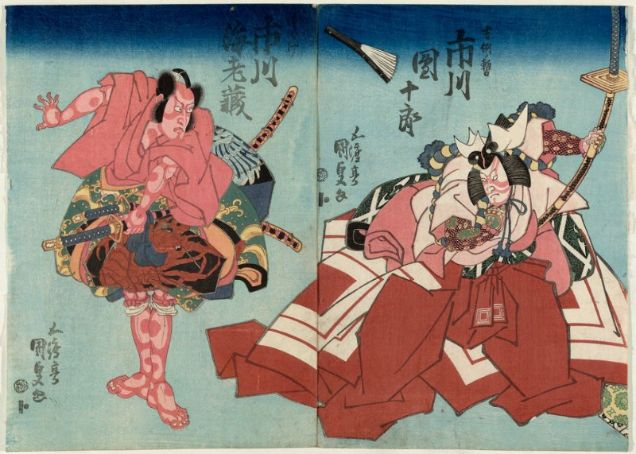
Una antiga manera d'aplicar justícia en un conflicte era el duel

Davant un conflicte la persona pot adoptar diferents actituds que porten o no a la seva resolució:
- Evitació o negació: No acceptar l'existència d'una situació conflictiva. No es verbalitza ni s'aborda explícitament.
- Submissió per tal d'evitar la tensió: Pot ser a la força o per falta de fe i autoconfiança, si una de les parts veu poques possibilitats d'èxit.
- Confrontació, competició o lluita: Cerca dels propis objectius. Relacionada amb la rivalitat, situacions de guany/pèrdua i ús de poder.
- Assertivitat i negociació: La negociació assertiva cerca un consens o una entesa entre les parts. Segons com es faci, tothom guanya (situació guany/guany) o tothom guanya i perd quelcom en algun punt negociat com a «punt mitjà».

## Acords sobre un conflicte

Acord de nova repartició de territoris

Un conflicte sol acabar quan s'ha arribat a un acord, aquest pot ser de tres tipus:
- Acord de submissió i dominació: la submissió i dominació donaran lloc a posteriors conflictes.
- Acord de compromís: En un compromís totes les parts fan concessions. És una solució a mitjà termini o que no cerca la plena satisfacció de les parts. Està relacionat amb a negociació.
- Acord de col·laboració: En una col·laboració, cadascuna de les parts reconeix i accepta els interessos de l'altre. Hi ha diàleg. L'acord significa un benefici mutu.

## Visibilització i reflexió

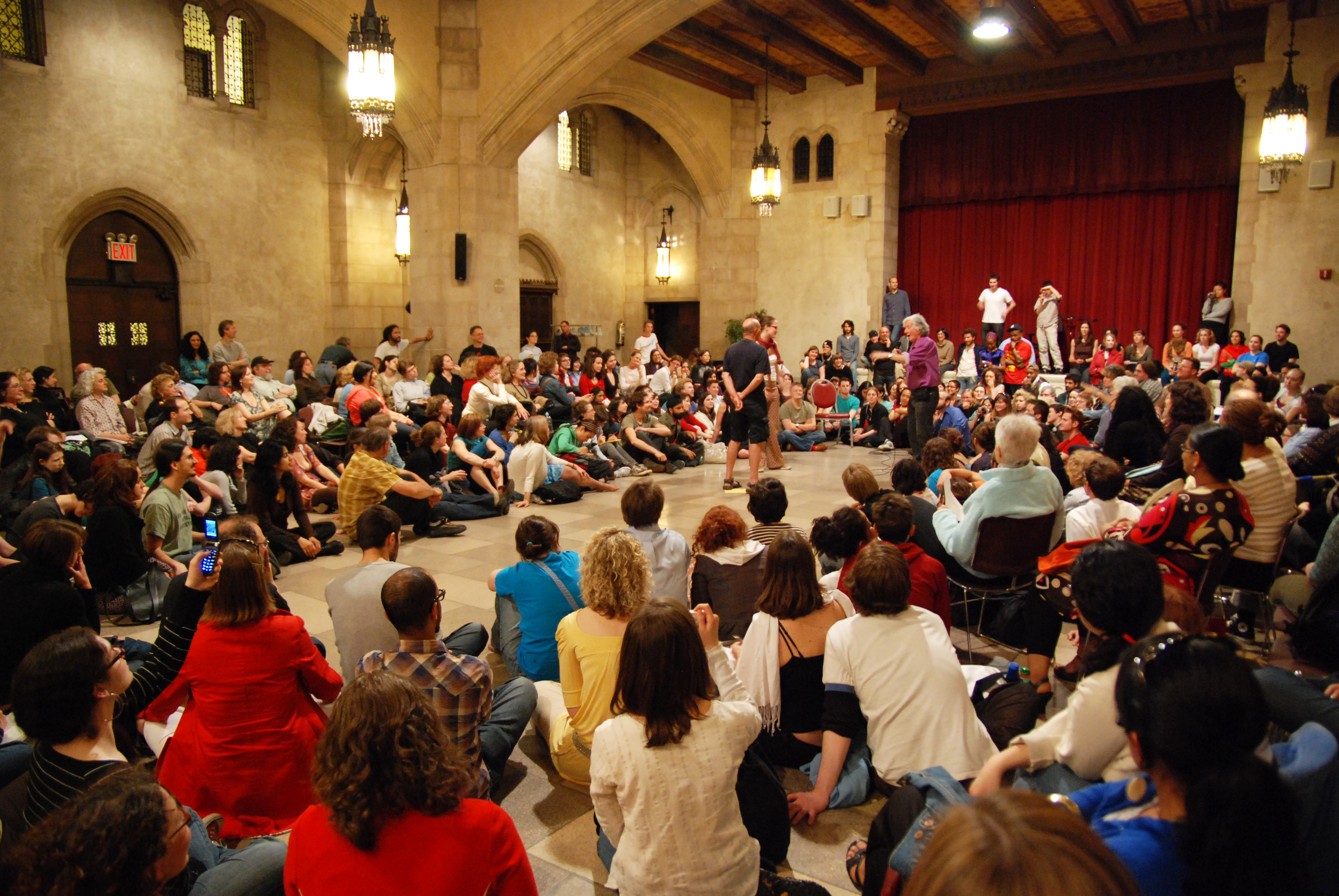
Visibilització, expressió, reflexió i creació d'actituds i actuacions devant un conflicte.

Per mitjà de l'art o la cultura popular, per exemple, es poden veure conflictes des de l'exterior, cosa que permet la reflexió i la normalització d'una manera més raonada i menys emocional, ja que no són situacions que afecten l'expectador o participant directament. Poden tractar-se de conflictes ficticis o reals, com per exemple a una revista del cor o un programa de televisió.
El teatre social és un gènere de les arts escèniques que utilitza tècniques teatrals per a la visibilització, reflexió i resolució de conflictes socials. En aquest, els participants observen i actúen segons diferens rols i situacions. També es fa servir per a ajudar a buscar solucions en conflictes interpersonals i amb col·lectius en risc d'exclusió.
Altres tècniques per a observar un conflicte poden ser les lligades a la meditació.